# وائل سعد الدين
وائل سعد الدين (مواليد 1984)، هو شاعرٌ سوريّ ومخرج أفلامٍ وثائقية. شارك في عدد من الأمسيات والمهرجانات داخل سوريا وخارجها، ونال جوائز عدة، وله ديوان واحد مطبوع بعنوان “المخامر الأخير” صادر عن دار كنعان في دمشق 2010.

## حياته
```
ولد عام 
1984
 في مدينة 
بقيق
 في المملكة العربية السعودية وعاش في 
دمشق
، اعتقل في 23 أبريل 2013 على خلفية نشاطه الإعلاميّ في 
الثورة السورية
، إذ صوّر وأعدّ عدداً من التقارير لصالح قنوات الجزيرة والجزيرة الإنكليزية وأورينت، إضافة إلى فيلمين وثائقيين طويلين عُرضا على 
قناة العربية
: "["
https://www.youtube.com/watch?v=_yjsfyq9cuM
 خطوط القلب الجنوبية"]" / إعداد وتصوير وإخراج)؛ (اللجاة - أيام مع الجيش السوري الحرّ/ إعداد). له ديوانٌ مطبوعٌ بعنوان (المخامر الأخير)، صدر عن دار كنعان في دمشق عام 2010 . أطلق سراحه بكفالةٍ ماليةٍ على أن يحاكم خارج السجن، بعد اعتقالٍ دام 3 سنوات، فغادر سورية سرّاً إلى تركيا. له عدة مقالات وقصائد منشورة في عدة مواقع إلكترونية سورية وعربية.
```

أطلق سراحه يوم الأربعاء 6 نيسان\أبريل 2014.